# Hrvatski Leskovac
Hrvatski Leskovac je hustě osídlené sídlo v Chorvatsku, nacházející se asi 14 km jihozápadně od centra Záhřebu. Je jedním z odlehlých předměstí Záhřebu, ale zároveň i samostatnou vesnicí. V roce 2011 zde žilo celkem 2 687 obyvatel. Jedna část je ve čtvrti Nový Záhřeb - západ, zatímco druhá je ve čtvrti Brezovica.
Sousedními vesnicemi jsou Demerje, Donji Stupnik, Goli Breg a Lučko.